# Бамберзький вершник

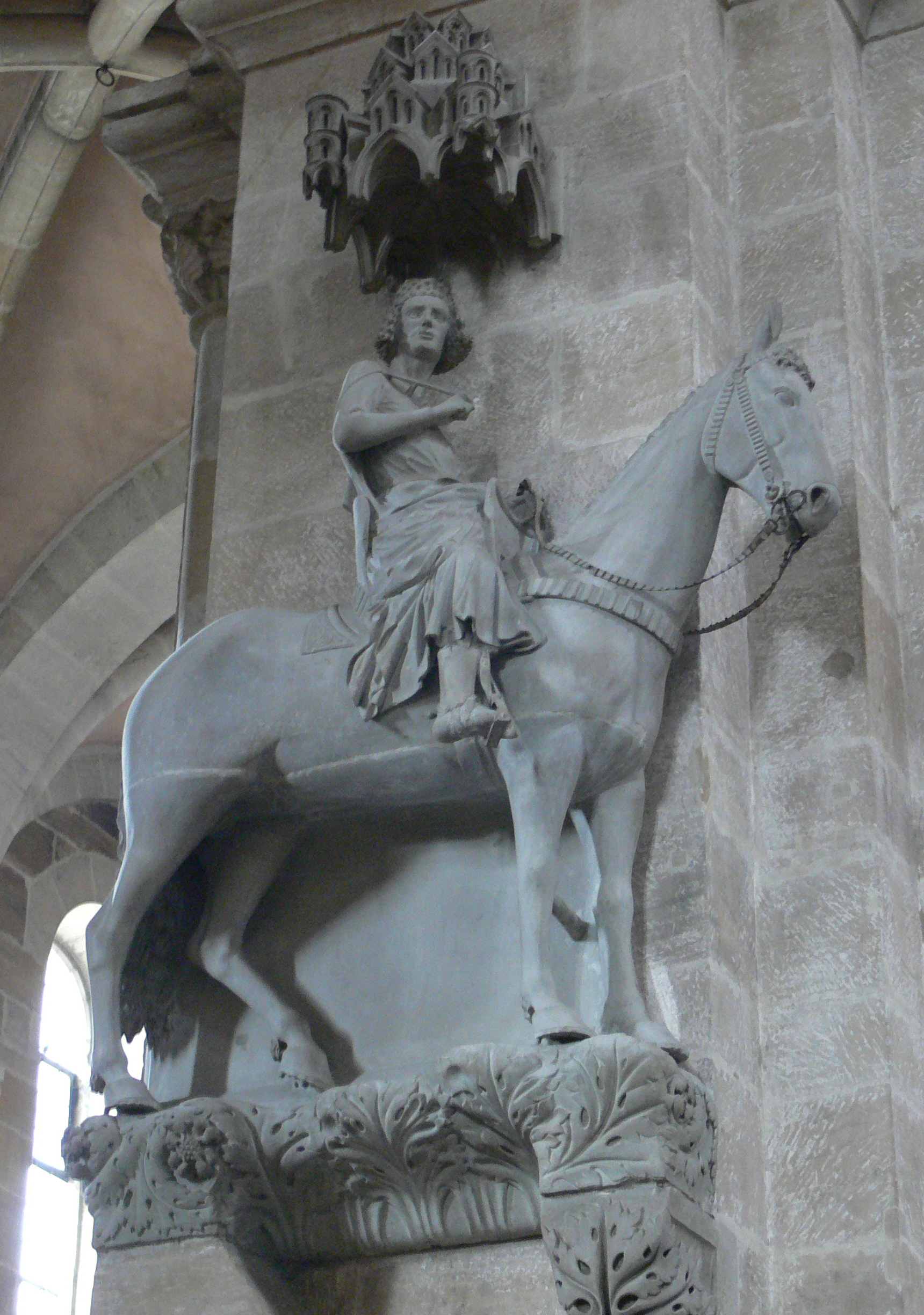
Бамберзький вершник

49°53′27″ пн. ш. 10°52′58″ сх. д. / 49.890869° пн. ш. 10.882765° сх. д.
Бамберзький вершник (нім. Bamberger Reiter) — це статуя лицаря, розташована на одному зі стовпів біля входу в Бамберзький кафедральний собор. Створений в першій половині XIII століття невідомим скульптором, кам'яний вершник є одним з найвідоміших творів мистецтва епохи Середньовіччя.

## Історія створення
Бамберзький вершник прикрашає північну колону біля входу в Георгіївський хор. Вчені сперечаються про точну дату створення скульптури. Вважається, що вершника встановили до освячення собору у 1237 р. Згідно з дослідженнями, за всю історію існування вершника не переміщували, змінився лише зовнішній вигляд скульптури. Спочатку статуя була покрита яскравою фарбою. На білому коні сидів гордий лицар, одягнений в червону мантію, розшиту золотими і срібними зірками. Позолочені шпори прикрашали коричневі чоботи. Насичений зелений колір п'єдесталу виділяв скульптуру на тлі кам'яної стіни. Варто зазначити, що кінь лицаря підкований — на початку XIII століття це було великою рідкістю.

## Проблема ідентифікації вершника
До сьогодні учені не мають точної інформації про те, чий образ втілений в скульптурі. Пошук прообразу вершника ускладнює мала кількість схожих творів. Серед них статуя Магдебурзького лицаря в Магдебурзі, Орландо де Трессено в Мілані і Святий Мартін в Кафедральному соборі Сан-Мартіно.
Існує кілька гіпотез про значення скульптури. Припускається, що вона може бути зображенням одного з королів або імператорів даної епохи, біблійних волхвів або є збірним образом лицаря Середньовіччя.

### Іштван I Святий
За однією з гіпотез, прообразом Бамберзького вершника міг стати перший король Угорського королівства Іштван I Святий, при якому в Угорщині було введено християнство. На це вказують родинні зв'язки між ним і похованим в соборі Генріхом II.
«Доведено, що в Бамберзі короля Угорщини Іштвана I шанували. Цьому не варто дивуватися: в XIII столітті Бамберг мав великі колонії в інших частинах Європи, що звертало погляд населення далеко за межі Франконії. З цієї точки зору, втілення образу угорського короля в скульптурі вершника здається достовірним».
«Легенди також підтверджують цю гіпотезу. У переказах XII і XIII століть часто говориться про тактовність Іштвана. За однією з легенд, він, будучи ще язичником, в'їхав в Бамберзький собор на коні — це пояснює мотив скульптури. Коня можна розглядати як етнічний символ Угорщини, який традиційно асоціюється з кочовими племенами гунів».
Легенда про прибуття Іштвана I на коні втілюється Антоном Краусом в монументальному живописі.

### Філіп Швабський
В образі вершника, відповідно до гіпотези, міг бути увічнений інший правитель, який присвятив своє життя церкві — король Німеччини Отто III Віттельсбах. Філіп був убитий в Бамберзі в 1208 році і похований у соборі, який в той час ще перебував на стадії будівництва. Могила Філіпа розташована поблизу Георгіївського хору, де пізніше на одній з колон був розміщений вершник. Скульптура втілює в собі образ хороброго правителя, яким був Філіп. Багато фактів підтверджують, що король Німеччини є прообразом Бамберзького вершника: його ім'я (грец. Φίλιππος, який любить коней), несвоєчасна смерть і миролюбність (в 1206 році він запропонував переможеному пфальц-графу Баварії Отто VIII фон Віттельсбаху руку своєї дочки).

### Імператор Костянтин
Існує гіпотеза, згідно з якою вершник зображує римського імператора Костянтина I Великого. Вперше дане тлумачення запропонував О. Гартиг, автор книги «Бамберзький вершник і його загадка». У своїй роботі Гартиг доводив, яке велике значення в західноєвропейській ідеології XII–XIII ст. займала фігура імператора. Як аргумент, що підтверджує цю теорію, виступає розташування статуї і погляд вершника — він спрямований до західного хору собору. За легендами, перед тим як прийняти християнство у Костянтина було видіння: на західній стороні небосхилу він побачив хрест.